# Paksane
Paksane (laotien : ປາກຊັນ ; IPA : pȁːk sán ; « Embouchure de la rivière Sane ») est une ville du Laos, capitale de la Province de Borikhamxay. Elle est située, comme son nom l'indique, au confluent de la Nam Sane (rivière Sane) et du Mékong.
La ville est desservie par la route nationale 13 et possède un petit aéroport (code PKS).

## Géographie

### Situation
Située sur la frontière entre le Laos et la Thaïlande, Paksane fait face à la ville thaïlandaise de Bueng Kan.

## Histoire
La fondation de Paksane date de la fin du XIXe siècle. La région de Paksane avait connu une grande insécurité depuis les invasions annamites de 1834, suivies des invasions siamoises  avec instauration de la suzeraineté siamoise sur le pays lao en 1836, mais surtout à partir de 1865, les invasions des « Hos » ou « pavillons rouges », bandes chinoises venues du sud de la Chine. Ce sont en effet les invasions Hos qui ont commencé à vider de leur population les provinces de Xieng Khouang et de Borikhane, mais ce sont les siamois qui achèvent le dépeuplement en déportant sur la rive droite du Mékong une grande partie des Phou Eun qui peuplent la région pour les soustraire à l'emprise des envahisseurs.
En 1876, le roi du Siam Rama V ordonne la création du « Muong Borikhane » avec les rescapés de la dernière invasion Ho de 1874. Le Muong de Borikhane est placé sous l'autorité du Kha Luang de Nong Khai. À partir de 1885, les Français qui ont pris pied au Vietnam voisin, contestent la souveraineté siamoise sur le Laos, et après la mission d'Auguste Pavie qui remonte le Mékong jusqu'à Luang Prabang, les Siamois sont contraints de quitter la rive gauche du Mékong et d'évacuer le poste qu'ils avaient créé à l'embouchure de la Nam Sane. À cette époque, Muong Patchoum (ou Paxum) est le plus gros village proche du confluent de la Nam Sane, mais il est situé sur la Nam Sane, à une demi-journée de pirogue du Mékong.
Dans le courant des années 1890, des missionnaires des Missions étrangères de Paris, rattachés à la mission de Bangkok fondent une chrétienté à Keng-Sadok, sur le Mékong, à quelques kilomètres de l'embouchure de la Nam Sane. Puis les missionnaires reprennent pied à Paksane abandonné par les siamois et y construisent une église,. En 1911, le Muong Borikhane compte environ 61 villages hébergeant une population d'environ 4 000 habitants. Paksane compte un millier d'habitants en 1937. En 1937, la province de Vientiane est coupée en deux. Paksane est le chef-lieu de la nouvelle province ou « Khoueng » issue de la scission, qui conserve cependant son ancien nom, Khoueng Borikhane, devenu Borikhamsaï à partir de 1980.

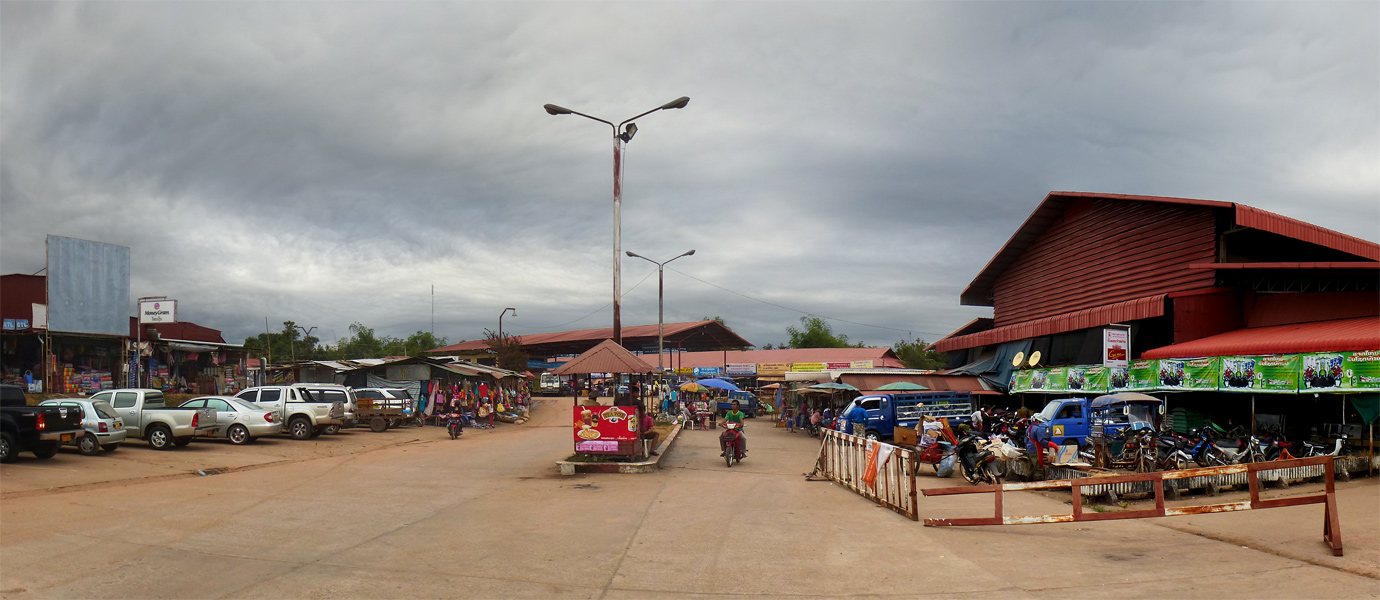
Le marché de Paksane

## Démographie
En 2015, la ville a une population de 25 805 habitants.

## Littérature
L'intrigue de certains romans de Jean Hougron se déroule en partie à Paksane : Tu récolteras la tempête (1950), où elle apparaît sous le nom de « Takvane », et L'Homme de proie (1974).